# Гошня-Абрамовська
Гошня-Абрамовська (пол. Hosznia Abramowska) — село в Польщі, у гміні Горай Білґорайського повіту Люблінського воєводства.
Населення — 89 осіб (2011).
У 1975-1998 роках село належало до Замойського воєводства.

## Демографія
Демографічна структура станом на 31 березня 2011 року:
|          | Загалом | Допрацездатний вік | Працездатний вік | Постпрацездатний вік |
| -------- | ------- | ------------------ | ---------------- | -------------------- |
| Чоловіки | 41      | 6                  | 31               | 4                    |
| Жінки    | 48      | 8                  | 27               | 13                   |
| Разом    | 89      | 14                 | 58               | 17                   |